# The Wine Girl
The Wine Girl er en amerikansk stumfilm fra 1918 af Stuart Paton.

## Medvirkende
- Carmel Myers - Bona
- Rex De Rosselli - Andrea Minghetti
- E. Alyn Warren - Chico Piave
- Kenneth Harlan - Frank Harris
- Katherine Kirkwood